# 6973 Karajan
6973 Karajan là một tiểu hành tinh vành đai chính với chu kỳ quỹ đạo là 1582.1329376 ngày (4.33 năm).
Nó được phát hiện ngày 27 tháng 4 năm 1992. Nó được đặt theo tên the Austrian conductor Herbert von Karajan.